# George Edward Stanley
George Edward Stanley (Memphis, 15 luglio 1942 – 7 febbraio 2011) è stato uno scrittore statunitense.
Fu insegnante alla Cameron University ed autore di racconti brevi per ragazzi con lo pseudonimo M. T. Coffin.

## Biografia
George Edward Stanley è nato a Memphis in Texas nel 1942 e morto Lunedì 7 febbraio 2011 per un aneurisma all'età di 68 anni.
Dal 1967 al 1969 ha insegnato la lingua inglese agli stranieri della East Texas State University; l'anno successivo ha occupato lo stesso ruolo alla University of Kansas (Lawrence). Nel 1970 passò alla Cameron University (sempre a Lawton), dove lavorò fino al 1973 come assistente professore, dal 1973 al 1976 professore associato, per poi diventare professore di lingue africane e mediorientali nel 1979.
Nel 1979 pubblica il suo primo libro Mini-mysteries inizia a scrivere libri per ragazzi, carriera che lo porta a scrivere 102 romanzi (fra i quali anche uno ripubblicato in lingua italiana).

## Premi ed onorificenze
- Distinguished Faculty Award, Phi Kappa Phi, 1974.
- Member of the Year Award, Society of Children's Book Writers, 1979.
- Oklahoma Writers Hall of Fame, 1994.

## Opere

### Racconti per bambini
- Mini-Mysteries, Saturday Evening Post Co. (Indianapolis, IN), 1979.
- The Crime Lab, illustrazioni di Andrew Glass, Avon (New York, NY), 1980.
- The Case of the Clever Marathon Cheat, Meadowbrook (Minnetonka, MN), 1985.
- The Ukrainian Egg Mystery, Avon (New York, NY), 1986.
- The Codebreaker Kids!, Avon (New York, NY), 1987.
- The Italian Spaghetti Mystery, Avon (New York, NY), 1987.
- (Pseudonimo Laura Lee Hope) The New Bobbsey Twins: The Case of the Runaway Money, Simon & Schuster (New York, NY), 1987.
- The Mexican Tamale Mystery, Avon (New York, NY), 1988.
- (Pseudonimo Laura Lee Hope) The BobbseyTwins: The Mystery on the Mississippi, Simon & Schuster (New York, NY), 1988.
- The Codebreaker Kids Return, Avon (New York, NY), 1989.
- Hershell Cobwell and the Miraculous Tattoo, Avon (New York, NY), 1991.
- Rats in the Attic: And Other Stories to Make Your Skin Crawl, Avon (New York, NY), 1994.
- Happy Deathday to You: And Other Stories to Give YouNightmares, Avon (New York, NY), 1995.
- Snake Camp (serie "Road to Reading"), Golden Books (New York, NY), 2000.
- Ghost Horse (serie "Road to Reading"), Golden Books (New York, NY), 2000.
- (Pseudonimo Carolyn Keene) The Mystery inTornado Alley (serie "Nancy Drew"), Simon & Schuster (New York, NY), 2000.
- (Pseudonimo Franklin W. Dixon) The Case of the Psychic's Vision (serie "Hardy Boys"), Simon & Schuster (New York, NY), 2003.
- (Pseudonimo Franklin W. Dixon) The Mystery of the Black Rhino (serie "Hardy Boys"), Simon & Schuster (New York, NY), 2003.
- (Pseudonimo Franklin W. Dixon) The Secret of the Soldier's Gold (serie "Hardy Boys"), Simon & Schuster (New York, NY), 2003.
- (Pseudonimo Carolyn Keene) Danger on theGreat Lakes (serie "Nancy Drew"), Simon & Schuster (New York, NY), 2003.
- (Pseudonimo Franklin W. Dixon) One FalseStep (serie "Hardy Boys"), Simon & Schuster (New York, NY), 2005.
- (Pseudonimo Carolyn Keene) The Secret of the Library Clock (serie "Nancy Drew"), Simon & Schuster (New York, NY), 2005.

### Serie "Scaredy Cats"
- The Day the Ants Got Really Mad, Simon & Schuster (New York, NY), 1996.
- There's a Shark in the Swimming Pool!, Simon & Schuster (New York, NY), 1996.
- Mrs. O'Dell's Third-Grade Class Is Shrinking, Simon & Schuster (New York, NY), 1996.
- Bugs for Breakfast, Simon & Schuster (New York, NY), 1996.
- Who Invited Aliens to My Slumber Party?, Simon & Schuster (New York, NY), 1997.
- The New Kid in School Is a Vampire Bat, Simon & Schuster (New York, NY), 1997.
- A Werewolf Followed Me Home, Simon & Schuster (New York, NY), 1997.
- The Vampire Kittens of Count Dracula, Simon & Schuster (New York, NY), 1997.

### SerieSpinetinglerscon lo pseudonimo di M. T. Coffin
- Billy Baker's Dog Won't Stay Buried!, Avon (New York, NY), 1995.
- Where Have All the Parents Gone?, Avon (New York, NY), 1995.
- Check It out and Die!, Avon (New York, NY), 1995.
- Don't Go to the Principal's Offıce, Avon (New York, NY), 1996.
- The Dead Kid Did It!, Avon (New York, NY), 1996.
- Pet Store, Avon (New York, NY), 1996.
- Escape from the Haunted Museum, Avon (New York, NY), 1996.
- The Curse of the Cheerleaders, Avon (New York, NY), 1997.
- Circus F.R.E.A.K.S, Avon (New York, NY), 1997.

### Serie "Third Grade Detectives"
- The Clue of the Left-handed Glove, illustrazioni di Salvatore Murdocca, Aladdin (New York, NY), 1998, pubblicato come The Clue of the Left-handed Envelope, 2000.
- The Puzzle of the Pretty Pink Handkerchief, illustrazioni di Salvatore Murdocca, Aladdin (New York, NY), 1998.
- The Mystery of the Hairy Tomatoes, illustrazioni di Salvatore Murdocca, Aladdin (New York, NY), 2001.
- The Cobweb Confession, illustrazioni di Salvatore Murdocca, Aladdin (New York, NY), 2001.
- The Secret of the Green Skin, illustrazioni di Salvatore Murdocca, Aladdin (New York, NY), 2003.
- The Case of the Dirty Clue, Aladdin (New York, NY), 2003.
- The Mystery of the Wooden Witness, Aladdin (New York, NY), 2004.
- The Case of the Sweaty Bank Robber, Aladdin (New York, NY), 2004.
- The Mystery of the Stolen Statue, Aladdin (New York, NY), 2004.

### Serie "Katie Lynn Cookie Company"
- The Secret Ingredient, illustrazioni di Linda Dockey Graves, Random House (New York, NY), 1999.
- Frogs' Legs for Dinner, illustrazioni di Linda Dockey Graves, Random House (New York, NY), 2000.
- The Battle of the Bakers, illustrazioni di Linda Dockey Graves, Random House (New York, NY), 2000.
- Bottled Up!, illustrazioni di Linda Dockey Graves, Random House (New York, NY), 2001.
- Wedding Cookies, illustrazioni di Linda Dockey Graves, Random House (New York, NY), 2001.

### Serie "Adam Sharp"
- Adam Sharp, the Spy Who Barked, illustrazioni di Guy Francis, Golden Books (New York, NY), 2002, pubblicato come The Spy Who Barked, Random House (New York, NY) 2003.
- Adam Sharp, London Calling, illustrazioni di Guy Francis, Golden Books (New York, NY), 2002, pubblicato come London Calling, Random House (New York, NY), 2003.
- Swimming with Sharks, illustrazioni di Guy Francis, Random House (New York, NY), 2003.
- Operation Spy School, illustrazioni di Guy Francis, Random House (New York, NY), 2003.
- The Riddle of the Stolen Sand, illustrazioni di Salvatore Murdocca, Aladdin (New York, NY), 2003.
- Moose Master, illustrazioni di Guy Francis, Random House (New York, NY), 2004.
- Code Word Kangaroo, illustrazioni di Guy Francis, Random House (New York, NY), 2004.

### Serie "Twin Connection" con lo pseudonimo di Adam Mills
- Hot Pursuit, Ballantine (New York, NY), 1989.
- On the Run, Ballantine (New York, NY), 1989.
- Right on Target, Ballantine (New York, NY), 1989.
- Secret Ballot, Ballantine (New York, NY), 1989.
- Dangerous Play, Ballantine (New York, NY), 1989.
- Skyjack!, Ballantine (New York, NY), 1989.
- High-Tech Heist, Ballantine (New York, NY), 1989.
- Cold Chills, Ballantine (New York, NY), 1989.

### Narrativa e poesia per bambini
- Wild Horses, illustrazioni di Michael Langham Rowe, Random House (New York, NY), 2001.
- Geronimo: Young Warrior, illustrazioni di Meryl Henderson, Aladdin (New York, NY), 2001.
- Andrew Jackson, Young Patriot, Aladdin (New York, NY), 2003.
- Mr. Rogers: Young Friend and Neighbor, Aladdin (New York, NY), 2004.
- Harry S Truman, Aladdin (New York, NY), 2004.
- A Primary Source History of the United States, in otto volumi, Gareth-Stevens (Milwaukee, WI), 2005.

### Componimenti per la radio
- The Reclassified Child, British Broadcasting Corporation (London, England), 1974.
- Another Football Season, British Broadcasting Corporation (London, England), 1974.
- Better English, British Broadcasting Corporation (London, England), 1975.

### Altre opere
- Writing Short Stories for Young People, Writer's Digest (Cincinnati, OH), 1987.

Ha inoltre collaborato nella scrittura di racconti di spionaggio con lo pseudonimo di Symons Stuart